# Michael Longfellow
Michael Longfellow es un comediante, actor y escritor estadounidense. Nació en Phoenix, Arizona, pero se mudó a Los Ángeles. En 2022, se anunció que Longfellow se uniría al elenco de Saturday Night Live como actor destacado en su temporada número 48.
Longfellow actuó en clubes de comedia de todo el país e incluso actuó en el festival Netflix Is A Joke durante su exhibición "Netflix Introducing...". También ha aparecido en Conan y en la serie de competencia de telerrealidad de NBC Bring The Funny, copresentada por Kenan Thompson.
El 1 de octubre de 2022, Longfellow hizo su debut en SNL como nuevo miembro destacado del elenco. En su primer episodio, apareció en Weekend Update para hablar sobre los familiares que se oponen a la vacunación y los miembros de la familia de la actriz Sydney Sweeney que apoyan a Trump